# Sergey Fedosienko
Sergey Fedosienko, né le 31 juillet 1982, est un champion du monde de force athlétique russe.

## Performances
Multiple champion d'Europe et du Monde, il possède également plusieurs records du monde.

## Championnats du Monde
- en catégorie -52 kg
  -  Médaille d'or en 2003
  -  Médaille d'or en 2004
- en catégorie -56 kg
  -  Médaille d'or en 2007
  -  Médaille d'or en 2009
  -  Médaille d'or en 2010
- en catégorie -59 kg
  -  Médaille d'or en 2011
  -  Médaille d'or en 2012
  -  Médaille d'or en 2013
  -  Médaille d'or en 2014
  -  Médaille d'or en 2015

## Jeux mondiaux
- 2017 à Wrocław  Pologne
  -  Médaille d'or en Poids légers
- 2013 à Cali  Colombie
  -  Médaille d'or en Poids légers

## Records de force athlétique
- Flexion sur jambes - 300,0 kg (03.11.2014)
- Développé couché - 201,0 kg (03.11.2014)